# Three Nunataks
Die Three Nunataks sind, wie es ihr Name bereits beschreibt, drei hauptsächlich eisbedeckte Nunatakker im Australischen Antarktis-Territorium. Am nordwestlichen Rand der Britannia Range des Transantarktischen Gebirges ragen sie 3 km südwestlich des Haven Mountain auf.
Ihren profanen Namen verlieh ihnen die Mannschaft zur Erkundung des Darwin-Gletschers bei der Commonwealth Trans-Antarctic Expedition (1955–1958).